# Johan Agazzi
Johan Agazzi, född 1771 troligen i Italien, död 9 september 1817, var en italiensk-svensk skulptör och slottsgipsgjutare.
Han var gift med Hedvig Dahlström. Agazzi anlitades av Johan Tobias Sergel för att utföra stuck och gipsarbeten. Han kom att arbeta tillsammans med Erik Cainberg och Bengt Erland Fogelberg. Tillsammans med Fogelberg reparerade han Johan Niclas Byströms skulptur Baccanal 1813. 